# Station Saggrenda
Station Saggrenda is een station in  Saggrenda in de gemeente Kongsberg in Noorwegen. Het station ligt aan Sørlandsbanen. In 1967 werd het een onbemand station. Op 28 mei 1989 stopte voor het laatst een reguliere personentrein. Sindsdien wordt het station gebruikt als wisselspoor.